# Wisher
Wisher est une série de bande dessinée française du genre fantasy urbaine créée par Sébastien Latour (scénario) et Giulio De Vita (dessin et couleurs). Le premier tome est sorti en août 2006 dans l’éphémère collection « Portail » du Lombard.
Il s’agit de la toute première série du jeune scénariste, suivie de près la même année par Ellis Group, réalisée avec Griffo chez le même éditeur.
L'accroche en quatrième de couverture présente ainsi l’intrigue : « Il est le dernier des Djinns. Un seul de ses souhaits pourrait tous nous sauver ! »

## Genèse de la série
Grand amateur de Neil Gaiman et du courant de la fantasy urbaine, Sébastien Latour lit et étudie beaucoup de livres de ce genre avant de commencer à écrire, au début de l'année 2000, des histoires de jeux de rôles pour ses copains. À cette époque, il est encore professeur d'anglais en lycée.
Déterminé, il les envoie à plusieurs éditeurs ; c'est Le Lombard qui, la semaine suivante, s'intéresse à son histoire dans l’optique d’ajouter une nouvelle collection à son catalogue — ce sera « Portail » — pour laquelle plusieurs dessinateurs de cette maison sont sollicités. Gauthier Van Meerbeeck propose trois synopsis à Giulio De Vita, qui vient justement d'abandonner la série James Healer. Ce dernier les lit et choisit celui de Wisher avant de rencontrer Sébastien Latour à deux reprises dans un restaurant bruxellois, puis de dialoguer avec lui via Internet.
Pour le dessinateur italien, cela tombe bien : ne pouvant plus prétendre à la même notoriété que ses scénaristes, il voulait un jeune scénariste avec lequel il pourrait discuter « au même niveau ».

« Oui, l’histoire que j’avais à la base a vraiment pris de la valeur ajoutée de ces échanges qu’on a eus ensemble. Et comme on est l’un et l’autre très exigeants, on a finalement une BD dans laquelle il n’y a presque rien à jeter : dans chaque scène, lui et moi avons mis le meilleur de nous-mêmes. Ça a mis parfois très longtemps et nécessité de longues discussions, mais au bout d’un moment, on a toujours su mettre son égo de côté pour que l’album ne reflète rien d’éventuels désaccords et que le résultat soit de toutes façons le meilleur possible. »

— Sébastien Latour.

## Description

### Synopsis
Quand les contes de fées poussent le portail de notre réalité…
Depuis des siècles, un puissant groupe qui se veut le défenseur de la réalité et de l'humanité rationnelle traque et élimine sans pitié toutes les créatures féeriques. Les survivants se sont regroupés à Londres sous la protection de Merlin, mais ils sont décimés et affaiblis. Leur unique espoir serait de recevoir l’aide des plus puissants d’entre eux, les djinns. Hélas, la race des djinns a disparu de la surface de la terre depuis longtemps mais, certains pensent qu'il en resterait un…
Nigel, un jeune escroc séduisant, ignore tout de ces enjeux. Il continue à exaucer les vœux de ses clients avec un insolent succès. Seule ombre au tableau: les crises de claustrophobie qui le frappent régulièrement. Mais qui ne serait pas claustrophobe s'il avait passé mille ans enfermé dans une lampe ?

### Personnages
- Nigel Grant
- Merlin
- John Karfeld
- Glee

### Clin d’œil
Pour créer le personnage principal Nigel, Giulio De Vita le voit en playboy, arnaqueur, escroc, physiquement inspiré par le chanteur britannique Robbie Williams qui, comme lui, s’avère « un garçon séduisant, mais aussi un peu malin »… ce qui plaît au scénariste qui, au départ, le voyait comme un agent de change obsédé par le travail et l’argent. Le projet avance bien, tellement bien que le dessinateur se sent très à l'aise avec son nouveau complice.

## Analyse
« C’est la rencontre de trois choses. D’abord je voulais écrire une histoire sur un personnage claustrophobe, Il aurait été claustrophobe parce que quelque chose était prisonnier en lui. Puis j’ai revu Aladin, le dessin animé, et je me suis demandé ce que pourrait faire un génie à notre époque. Ensuite, j’ai passé le film Excalibur à une de mes classes pour illustrer le cycle Arthurien, et j’avais oublié combien le personnage de Merlin était cool. J’avais donc un Djinn, de nos jours, qui rencontrerait Merlin. Je voulais une histoire avec une dimension mythologique et héroïque, à la Star Wars. J’ai donc construit Wisher autour du chemin du héros et tous les éléments ont commencé à prendre place. »

— Sébastien Latour.
De Vita lit tout ce qu'avait écrit Latour, découpé et dialogué, et lui donne des conseils amicaux sur le rythme, sur les personnages, etc. avant que ce dernier ne réécrive et ne révise les dialogues. Il est très méticuleux quant à son travail, laissant au dessinateur le libre choix sur le décor et le look des personnages.
Le premier tome voit finalement le jour en août 2006 : il est déjà très prometteur[non neutre]. Pour le scénariste, Wisher est sa première série et, pour les deux auteurs, leur première collaboration réussie à mettre au crédit du directeur éditorial de cette nouvelle collection, Gauthier Van Meerbeck. C'est également la première série de la collection « Portail » des éditions du Lombard.
Très attendu, le second tome est dans les librairies, le 2 mai 2008, avec un énorme succès[réf. nécessaire]. En même temps, la réédition du premier tome offre une nouvelle maquette, un nouveau logo et une nouvelle couverture ; les dessins sont re-colorisées par Emanuele Tenderini qui a su rendre les couleurs plus claires. À partir de là, le nom de la collection n'apparaît plus.

« J’ai fait les couleurs de la première version, avec une technique assez compliquée : j’ai fait un premier passage artisanal, à l’aquarelle, suivi d’une retouche informatique pour donner les effets spéciaux etc. Mais au niveau de l’impression, ce qui était magnifique sur écran n’a du tout fonctionné ! Il a donc été décidé de re-coloriser le tout à l’aide d’une technique plus simple et surtout plus facile à calibrer pour l’impression. Bien sûr, la première version est plus artistique car plus expérimentale… Je voulais donner un effet cinématographique, déjà avec les cadrages, ou la gestion des teintes d’ambiances, mais aussi avec les effets spéciaux à appliquer lors de la coloration. »

— Giulio De Vita.
Le troisième album des aventures extravagantes de Nigel, intitulé "Glee" sort le 16 avril 2009. Le quatrième tome "chapeau melon et canne à fée" sortant quant à lui en avril 2010, terminant ainsi la série.

## Publications
- Wisher, Le Lombard (collection « Portail » pour le premier tome) :

1. Nigel, août 2006  (ISBN 2-8036-2150-9).
2. Féeriques ,mai 2008  (ISBN 978-2-8036-2291-7).
3. Glee, avril 2009  (ISBN 978-2-8036-2523-9).
4. Chapeau melon et Canne à fée, avril 2010  (ISBN 978-2-8036-2663-2).

- Wisher : L'Intégrale, Le Lombard, 2011  (ISBN 978-2-8036-2892-6).

### Remarques sur les parutions
- la première édition du tome 1 incluait une carte tridimensionnelle représentant la couverture
- spécialement réservé aux libraires et à la presse, en septembre 2006, l’album Nigel en noir et blanc est tiré à 700 exemplaires, sous la dénomination « Au-delà du Portail »
- à l'occasion de la sortie du second tome, le 2 mai 2008, un pack promotionnel comprend la réédition du premier tome (dont la couverture est différente et les planches sont à nouveau colorées par Emanuele Tenderini) avec la nouveauté.